# Jindaoxia
Jindaoxia (kinesiska: 金刀峡) är en köping i sydvästra Kina. Den ligger i stadsdistriktet Beibei  i storstadsområdet Chongqing, omkring 50 kilometer norr om det centrala stadsdistriktet Yuzhong. Antalet invånare är 13 752. Befolkningen består av 6 387 kvinnor och 7 365 män. Barn under 15 år utgör 12,0 %, vuxna 15-64 år 72 %, och äldre över 65 år 15,0 %.